# Niżnia Tomkowa Przełączka
Niżnia Tomkowa Przełączka (niem. Untere Tomkow-Scharte, słow. Nižná Tomkova štrbina, węg. Alsó-Tomko-csorba, 2094 m) – przełączka w zachodniej grzędzie trzeciego w kolejności od południa na północ wierzchołka Niżnich Rysów (Zadnia Turnia w Niżnich Rysach, 2402 m). Znajduje się w grani Tomkowych Igieł pomiędzy Skrajną Tomkową Igłą i wyżej położoną Zadnią Tomkową Igłą. Na południe jej zbocze opada do Żlebu Orłowskiego, na północ do depresji opadającej z przełączki między trzecim i czwartym (najbardziej północnym) wierzchołkiem Niżnich Rysów. Tomkowym Igłom i przełączkom nadano nazwę dla uczczenia wybitnego przewodnika tatrzańskiego Józefa Gąsienicę Tomkowego (1887 – ok. 1942).
Przez Niżnią Tomkową Przełączkę prowadzi droga wspinaczkowa zachodnią grzędą przez Tomkowe Igły; IV, miejsce V w skali tatrzańskiej, czas przejścia 5 godz. Z przełączki można wyjść na szczyt Skrajnej Tomkowej Igły (I) lub Zadniej Tomkowej Igły (V).